# Chenôve
Chenôve – miejscowość i gmina we Francji, w regionie Burgundia-Franche-Comté, w departamencie Côte-d’Or.
Według danych na rok 1990 gminę zamieszkiwało 17 721 osób, a gęstość zaludnienia wynosiła 2388 osób/km² (wśród 2044 gmin Burgundii Chenôve plasuje się na 11. miejscu pod względem liczby ludności, natomiast pod względem powierzchni na miejscu 1083.).